# Tom Meschery
Thomas Nicholas "Tom" Meschery (né le 26 octobre 1938 Tomislav Nikolayevich Mescheryakov) est un ancien joueur russo-américain de basket-ball. Il évolua au poste d'ailier-fort durant 10 années en National Basketball Association de 1962 à 1971. Il joua pour les Philadelphia Warriors, les San Francisco Warriors et les Seattle SuperSonics. Il fut leader de la ligue pour les fautes personnelles en 1962 et participa au  NBA All-Star Game 1963. Son maillot numéro 14 a été retiré par les Warriors.

## Biographie

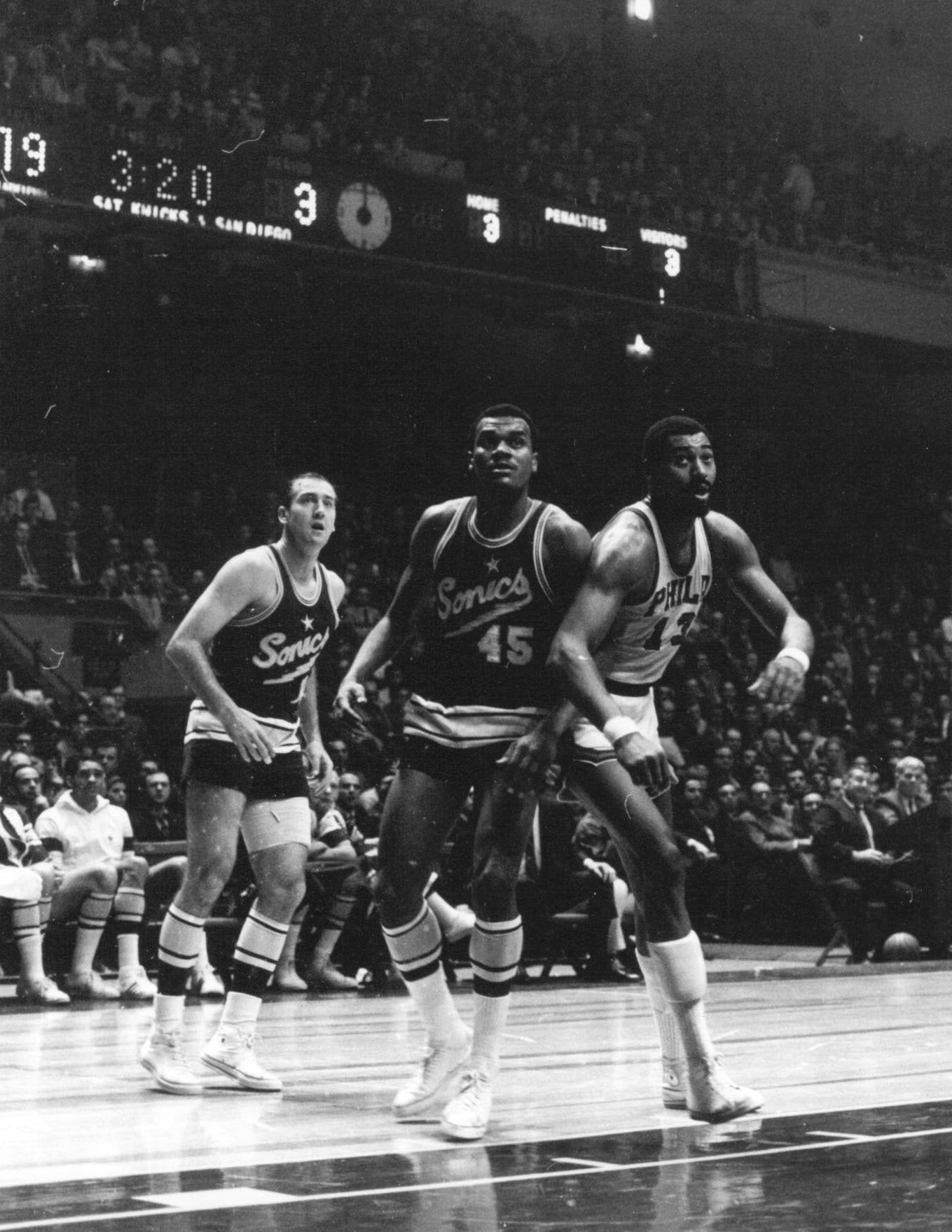
Tom Meschery, Bob Rule et Wilt Chamberlain

Meschery est né sous le nom de Tomislav Nikolayevich Mescheryakov à Harbin, Mandchourie, qui est aujourd'hui une région intégrée à la Chine. Ses parents étaient des émigrants russes ayant fui à la suite de la révolution d'Octobre en 1917. Son père était un officier ayant combattu dans l'armée de Koltchak et sa mère, Maria, était une noble, parente de plusieurs personnalités politiques et des Tolstoï. Son grand-père maternel était Vladimir Nikolaïevitch Lvov, homme politique russe, membre de la Douma d'État des IIIe et IVe convocations, et représentant du gouvernement provisoire auprès du Saint-Synode.
La famille Meschery fut ensuite interné dans un camp près de Tokyo durant la Deuxième Guerre mondiale. Après la guerre, Meschery et ses parents émigrèrent aux États-Unis. C'est à cette période que son père changea son nom de famille "Meschery" à cause du sentiment anti-soviétique dû à la commission de Joseph McCarthy, Tomislav Nikolayevich devenant alors Thomas Nicholas,  qui fut plus tard abrégé en Tom. Vivant à San Francisco, Californie, Meschery intègre le lycée Lowell de San Francisco. À sa sortie en 1957, il rejoint "Saint Mary's College of California" à Moraga (Californie), recevant son diplôme d'arts en 1961.
Mesurant 1,98 m, Meschery était un talentueux joueur de basket-ball. À sa sortie de St. Mary's, il fut sélectionné par les Philadelphia Warriors au 7e rang. Meschery joua avec Wilt Chamberlain, à qui il dédicacera plus tard un de ces poèmes. Chamberlain quitta les Warriors en 1965, rejoignant sa ville natale de Philadelphie, Pennsylvanie, afin de jouer avec les 76ers. Cependant les Warriors, renforcés par l'arrivée de Rick Barry, disputèrent les Finales 1967, où ils s'inclinèrent face aux Sixers de Chamberlain. À l'issue de cette saison, Meschery quitta les Warriors afin de rejoindre la nouvelle franchise des Seattle SuperSonics. Il jouera encore quatre saisons avec les Sonics avant de prendre sa retraite en 1971, devenant dans la foulée entraîneur en ABA de l'équipe des Carolina Cougars, qu'il mena à un bilan de 35 victoires - 49 défaites avant d'être remplacé par Larry Brown.
Meschery retourna à l'école après son expérience d'entraîneur, recevant un diplôme de "Master of Fine Arts" de l'université de l'Iowa en 1974. Il étudia la poésie avec Mark Strand, à l'université de Washington. Après avoir reçu une accréditation pour enseigner à l'université du Nevada à Reno, Meschery devint enseignant en anglais dans un lycée à Reno (Nevada), jusqu'à sa retraite en 2005. Il est également poète, son œuvre faisant souvent référence au basket-ball, à l'enseignement et au fait d'être un émigrant russe. En 2002, Meschery fut intronisé au Nevada Writers Hall of Fame. Son épouse, Joanne Meschery, reçut également cet honneur en 1999. Tom Meschery fut aussi intronisé au Bay Area Sports Hall of Fame en 2003.

## Œuvres
- Over the Rim (1970), New York: McCall Publishing.
- Caught in the Pivot: a Diary of a Rookie Coach in the Exploding World of Pro Basketball (1973). Dell.
- Nothing We Lose Can Be Replaced (1999), Black Rock Press, UNR.